# Ceropegia stapeliiformis
Ceropegia stapeliiformis är en oleanderväxtart. Ceropegia stapeliiformis ingår i släktet Ceropegia och familjen oleanderväxter.

## Underarter
Arten delas in i följande underarter:
- C. s. serpentina
- C. s. stapeliiformis